# Йеллделл, Давид
Давид Йеллделл (англ. David Yelldell; род. 1 октября 1981[…], Штутгарт) — немецкий и американский футболист, вратарь. В настоящее время тренер вратарей в клубе «Зонненхоф Гроссашпах».

## Карьера

### Клубная
Во взрослом футболе дебютировал в 2002 году выступлениями за команду вторую команду «Штутгартер Кикерс», в которой провел один сезон, приняв участие в 24 матчах чемпионата.
Своей игрой за эту команду привлек внимание представителей тренерского штаба английского клуба «Блэкберн Роверс», в состав которого перешёл в 2003 году. Сыграл за команду из Блэкберна два сезона, однако не проведя ни одного официального игры на воротах команды.
В 2005 году провёл 3 матча за «Брайтон энд Хоув Альбион», находясь на правах аренды.
С 2005 по 2008 года выступал уже за основную команду «Штутгартер Кикерс», в которой провёл 99 матчей. После 2 сезона провёл в «Кобленце», где принял участие в 51 матче.
Сезон 2010/11 провёл в «Дуйсбурге». Дебют за команду состоялся 13 августа 2010 года в первом раунде Кубка Германии против «Любек» (2-0).
В состав клуба «Байер 04» перешёл в 2011 году и стал резервных голкипером леверкузенской команды. Дебют за клуб состоялся 30 июля 2011 года в первом раунде Кубка Германии против «Динамо» (Дрезден) (2-0).

### В сборной
Его отец американец, а мать — немка. Таким образом он имел право выбрать за какую сборную выступать: Германия или США. Он выбрал последний вариант. Приглашение в сборную получил в марте 2011 года. И уже 29 марта провёл матч за сборную, оставшийся у него единственным. Это была товарищеская игра против Парагвая, тогда Давид в начале второго тайма заменил Маркуса Ханеманна.